# Liothyrella winteri
Liothyrella winteri är en armfotingsart som först beskrevs av Blochmann 1906.  Liothyrella winteri ingår i släktet Liothyrella och familjen Terebratulidae. Inga underarter finns listade i Catalogue of Life.